# Núcleo atómico
O núcleo atómico (português europeu) ou atômico (português brasileiro) é constituído por prótons, que possuem carga elétrica positiva, e nêutrons que possuem ambas as cargas elétricas (negativa e positiva), o que a torna neutra. Cada protão do núcleo tenta afastar os outros devido à repulsão elétrica. Isso só não prevalece por existir uma outra força de atração entre os neutrões e os prótons, e com isso parcialmente contrabalançando a repulsão elétrica próton-próton.
Historicamente, vários modelos foram propostos para o núcleo: Modelo da gota líquida, Modelo ótico, Modelo coletivo entre muitos outros. Entretanto, o panorama do núcleo atômico só foi ficando mais claro quando a estrutura das próprias partículas elementares (próton e nêutron) foi sendo desvendada, demonstrando que estas não eram assim verdadeiramente elementares.
As forças de coesão nuclear foram propostas primeiramente com base nos modelos de múons e píons como integrantes da chamada "cola nuclear". Entretanto, os modelos atômicos mais recentes explicam que prótons e nêutrons compartilham uma sub partícula. A tal sub partícula compartilhada é um glúon. Um próton e um nêutron se comportam como dois cães brigando por um osso: ora o osso (o glúon) está com um cachorro (o próton) e ora está com o outro cachorro (o nêutron), assim eles se mantém próximos. Como são diversos prótons e diversos nêutrons, a "disputa" envolve todas as partículas e elas se mantém unidas. Essa união enfraquece se o átomo for muito grande como num átomo de urânio, por exemplo. Esses átomos muito grandes são instáveis e podem perder partes de si - processo chamado de desintegração radioativa.
Existem vários modelos para explicar como o átomo é constituído. Os primeiros, como o de Dalton, tratam o átomo como uma esfera maciça, homogénea e indivisível, totalmente oposto aos fenómenos radioativos conhecidos. A radioatividade provoca alterações no núcleo e, em alguns casos, pode ser quebrado para formar novas substâncias. O modelo de Thompson explica a presença de cargas elétricas no átomo, que ainda é tido como esférico. A presença de um núcleo só começou a fazer parte dos modelos atómicos que surgiram posteriormente a Rutherford.

## Propriedades básicas do núcleo atômico
O núcleo é caracterizado pelo número atómico Z e a pela massa atómica A. A carga do núcleo é determinada pelo número de cargas positivas que contém. O portador da carga elementar, {\displaystyle \scriptstyle e=1,602176\times 10^{-19}}  , no núcleo é o protão. Dado que o átomo como um todo é eletricamente neutro, a carga nuclear determina simultaneamente o número de electrões em torno do núcleo. Em outras palavras, os elementos químicos são identificados pela sua carga nuclear ou, pelos seus números atômicos.  
A massa do núcleo atômico é praticamente a mesma que a do átomo inteiro porque a massa dos electrões no átomo é  insignificante. A massa do electrão é 1/1836 parte da massa do protão. É hábito medir a massa do átomo em unidades de massa  atómica, abreviadamente (u.m.a.) A unidade de massa atômica (u.m.a) é a décima segunda parte, 1/12 , da massa do átomo de carbono {\displaystyle \scriptstyle _{6}^{12}C} neutro.
{\displaystyle 1u=1,6603\times 10^{-27}\;kg}

### Spin e momento magnético
O núcleo consiste de protões e neutrões, cada um dos quais com spin {\displaystyle \scriptstyle \hbar \diagup 2} . O spin nuclear é o vector soma dos momentos angulares de spin de todas as partículas componentes. Um núcleo composto por um número  par de nucleões possui um spin inteiro (em unidades de {\displaystyle \scriptstyle \hbar } ) ou spin nulo.
Para além do spin nuclear, o núcleo possui um momento magnético. Assim, todas as partículas atômicas (o núcleo e os electrões) possuem um momento magnético. 
O momento magnético do núcleo, é determinado pelos momentos magnéticos das suas partículas componentes. Por analogia com o magnetão de Bohr, os momentos magnéticos dos núcleos são expressos em termos do tão chamado magnetão nuclear definido como 
{\displaystyle \mu N={\frac {eh}{2m_{p}}}}
Onde {\displaystyle \scriptstyle \mu N} é o rácio giromagnético nuclear.

### Constituintes nucleares
Qual é a composição do núcleo? Como é que o átomo nuclear pode se tornar estável? Respostas a
estas perguntas poderiam ser dadas somente depois da descoberta de várias propriedades do núcleo, notavelmente carga nuclear Z, massa nuclear e spin nuclear. 
Notou-se que a carga nuclear é definida pela soma das cargas positivas que o núcleo contém. Dado que a carga elementar positiva é associada com o protão, a presença de protões no núcleo parecia estar para além de qualquer dúvida desde o início. 
Foram também estabelecidos mais dois factos, nomeadamente:
- Notou-se que as massas dos isótopos (exceto o hidrogênio ordinário),  expressas em unidades de massa de protão, eram numericamente maiores do que as suas cargas nucleares expressas em unidades de carga elementar, acentuando-se esta diferença com o aumento no Z. Para os elementos localizados no meio da tabela periódica, as massas isotópicas (u.m.a) são cerca de duas vezes maiores do que a carga nuclear. O rácio é ainda maior para os núcleos pesados. Entretanto, alguém foi forçado a pensar que os protões não eram as únicas partículas que compõem o núcleo.

- As massas dos núcleos isotópicos de todos elementos químicos sugeriram duas possibilidades: quer as partículas que compõem o núcleo possuíam quase a mesma massa, ou o núcleo continha partículas que diferiam nas suas massas até ao ponto onde a massa de algumas era insignificante em comparação à massa das outras. Isto é, a sua massa não contribuía de forma considerável, para a massa isotópica.

A última possibilidade pareceu especialmente atrativa porque estava perfeitamente de acordo com o modelo protão-electrão do núcleo. Que o núcleo poderia conter electrões pareceu resultar do facto de que o decaimento beta natural é acompanhado pela emissão de electrões. O modelo
protão-electrão explicou também a razão porque os pesos atômicos isotópicos eram aproximadamente inteiros. De acordo com este modelo, a massa do núcleo deveria ser parcialmente igual às massas dos protões que o compõem, porque a massa do elétron era cerca de {\displaystyle \scriptstyle 1\diagup 2000} da massa do protão. O número de electrões no núcleo deve ser tal que a carga total devido aos protões positivos e electrões negativos é a verdadeira carga positiva do núcleo. 
Por toda a sua simplicidade e lógica, o modelo protão-electrão foi refutado
por avanços na Física Nuclear. Com efeito, este modelo ia contra as
propriedades mais importantes do núcleo.  
Se o núcleo contivesse electrões, o momento magnético nuclear deveria ser
da mesma ordem de grandeza como o magnetão eletrónico de Bohr. Note
que o momento magnético nuclear é definido pelo magnetão nuclear o qual é cerca de
{\displaystyle \scriptstyle 1\diagup 2000} do magnetão eletrónico.
Dados sobre spin nuclear, também testemunharam contra o modelo protão - electrão. Por exemplo: de acordo com este modelo, o núcleo de Berílio, {\displaystyle \scriptstyle _{4}^{9}Be} deveria conter nove protões e cinco electrões de modo que a carga total  deveria ser igual a quatro cargas positivas elementares. O protão e o electrão tem cada um spin semi-inteiro,{\displaystyle \scriptstyle \hbar /2}. O spin total do núcleo formado por 14  partículas (nove protões e cinco electrões) deveria ser inteiro. Na verdade, o núcleo de Berílio, {\displaystyle \scriptstyle _{4}^{9}Be} , possui um spin semi-inteiro de valor {\displaystyle \scriptstyle 3\hbar /2}. Muitos mais exemplos poderiam ser citados.
Último mas não menos importante, o modelo protão-electrão entrou em
conflito com o princípio de incerteza de Heisenberg. Se o núcleo contivesse
electrões, então a incerteza na posição do electrão, {\displaystyle \scriptstyle \Delta x}, deveria ser comparável com as dimensões lineares do núcleo, isto é,  {\displaystyle \scriptstyle 10^{-14}} ou {\displaystyle \scriptstyle 10^{-15}}m. Vamos escolher o valor maior,  {\displaystyle \scriptstyle \Delta x=10^{-14}}m.  A partir da relação de incerteza de Heisenberg para o momento do electrão nós temos: 
{\displaystyle \Delta p>>h/\Delta x>>10^{-14}=10^{-19}kgm/s}
O momento linear P é diretamente relacionado com a sua  (energia), isto é
{\displaystyle \Delta P:P\approx \Delta P}
Uma vez conhecido o momento do electrão, pode-se prontamente determinar a sua energia. Dado que no exemplo a cima
{\displaystyle P>>m_{e}.c=10^{-30}kg\times 3\times 10^{8}m/s}
, deverá se usar a relação relativista para a energia e momento: 
{\displaystyle E^{2}=c^{2}\;p^{2}+m_{e}^{2}c^{4}}
Depois nós obtemos:
{\displaystyle E=c{\sqrt {p^{2}+m_{e}^{2}c^{2}}}=3\times 10^{8}.{\sqrt {10^{-38}+(\times 3\times 10^{8})^{2}}}\approx 2\times 10^{8}eV=200MeV}
Este valor é excessivamente grande comparativamente a (7-8) MeV encontrado para energia de ligação através de experiências e é muitas vezes a  energia dos electrões emitidos no decaimento – beta. Se, por outro lado, os electrões no núcleo era suposto possuírem energia comparável com aquela associada com as partículas emitidas no decaimento beta (poucos MeV), então a região onde os electrões devem ser localizados, isto é, o tamanho do núcleo determinado a partir das relações de incerteza deveria ser muito grande do que o determinado a partir de observações.  
Um outro caminho foi encontrado quando em 1932 James Chadwick descobriu uma
nova partícula fundamental.  
A partir de análise das trajetórias seguidas por partículas produzidas em algumas reações nucleares e aplicando a lei de conservação de energia e de momento linear. Chadwick concluiu que estas trajetórias somente poderiam  ser seguidas por partículas com massa ligeiramente maior do que a massa do protão e com carga nulo. Por essa razão, a nova partícula foi chamada 
neutrão.  De acordo com as visões atuais, o núcleo consiste de nucleões: protões e neutrões. Como a massa do núcleo é cerca de 2 000 vezes a massa do electrão, o núcleo praticamente carrega toda a massa do átomo. O nuclídeo é uma combinação específica de um número de protões e neutrões. O símbolo completo para o nuclídeo é escrito como: 
{\displaystyle _{Z}^{A}X}
Onde X é o símbolo químico do elemento, Z é o número atómico, dando o número de protões no núcleo. A é o número total de nucleões no núcleo. É também conhecido como o número de massa. N = A - Z  é o número de  neutrões.  Na Física Nuclear diz-se que o protão e o neutrão são dois estados de carga da mesma partícula, o nucleão. O protão é o estado protónico do nucleão com carga +e, e o neutrão é o seu estado neutrónico com carga nula. De acordo com os dados mais recentes, a massa de repouso do protão e a do neutrão é respectivamente igual a: 
{\displaystyle m_{p}=1,0075975\pm 0,000001u.m.a=(1836,09\pm 0,01).m_{e}}
{\displaystyle m_{n}=1,008982\pm 0,000003u.m.a=(1838,63\pm 0,01).m_{e}}
O protão e o neutrão possuem o mesmo número de massa igual a unidade. No núcleo, os nucleões estão em estados que substancialmente diferem dos seus estados livres. A razão disto é que em todos os núcleos, excepto o do hidrogénio ordinário, existem pelo menos dois nucleões entre os quais existe uma interação nuclear especial ou emparelhamento.  O modelo protão – neutrão do núcleo conta para ambos, valores observados de massas isotópicas e os momentos magnéticos dos núcleos. Dado que os momentos magnéticos do protão e neutrão são da mesma ordem de grandeza
que o magnetão nuclear, segue que o núcleo composto de nucleões deveria ter um momento magnético da mesma ordem de grandeza que o magnetão nuclear. Portanto, com protões e neutrões como entidades constituintes dos núcleos, o momento magnético deveria ser da mesma ordem de grandeza. Observações confirmaram este fato.
{\displaystyle 1\;fm{\text{(femtómetro = fermi)}}=10^{-15}\;m} é a escala de comprimento típica da Física Nuclear. 
Além disso, com os protões e neutrões como constituintes dos núcleos, o  princípio de incerteza leva a um valor razoável de energia para estas partículas no núcleo, em completo acordo com as energias observadas por partícula. 
Finalmente, com a suposição de que os núcleos são compostos de neutrões e protões, a dificuldade que surge do spin nuclear também foi resolvida. Entretanto, se o núcleo contém um número par de nucleões, tem um spin inteiro (em unidades de {\displaystyle \scriptstyle \hbar }). Com um número impar de nucleões, o seu spin será semi – inteiro em unidades de {\displaystyle \scriptstyle \hbar }).

## Energia de ligação Nuclear
Núcleos atómicos contendo protões electrizados positivamente e neutrões não eletrizados perfazem sistemas estáveis apesar do facto de que os protões experimentam repulsão de Coulomb. A estabilidade dos núcleos é uma indicação de que deve existir uma espécie de força de ligação entre os nucleões. A força de ligação pode ser investigada na base considerações energéticas apenas, sem evocar quaisquer considerações que dizem respeito à natureza e propriedades das forças nucleares. 
A ideia sobre a intensidade das forças de ligação no sistema pode ser
obtida a partir do esforço necessário para quebrá-lo, isto é, para realizar
trabalho contra as forças de ligação. 
Este procedimento leva aos vários fatos importantes sobre as forças que mantém os nucleões no núcleo.  A energia necessária para remover qualquer nucleão do interior do núcleo é chamada energia de ligação (ou separação) do nucleão no  núcleo. É igual ao trabalho que deve ser realizado para remover o nucleão a partir do núcleo sem comunicar-lhe qualquer energia cinética.
A energia de ligação total do núcleo é definida como o valor do trabalho que deve ser realizado para quebrar o núcleo em seus nucleões constituintes. A partir da lei de conservação de energia segue que ao formar o núcleo, a mesma quantidade de energia deve ser libertada como a que foi fornecida ao núcleo para quebrá-lo.
O valor da energia de ligação dos núcleos pode ser estimado a partir das seguintes considerações. Foi descoberto que a massa em repouso de qualquer núcleo permanentemente estável é menor do que a soma das massas em repouso dos nucleões que ele contém. Tudo se passa como se,
ao ´´empacotar´´ os protões e neutrões para formar o núcleo, eles perdessem alguma de suas massas. 
Uma explicação desse fenômeno é dada pela teoria da relatividade especial. Este fato é levado em conta pela conversão duma parte da massa das partículas em energia de ligação. A energia de repouso do corpo, {\displaystyle \scriptstyle E_{o}}, é relacionada à sua massa de repouso {\displaystyle \scriptstyle m_{o}} pela expressão:  
{\displaystyle E_{o}=m_{o}.c^{2}}
Onde c é a velocidade da luz no vácuo. Designando a energia libertada durante a formação do núcleo como {\displaystyle \scriptstyle \Delta E_{b}}, então a massa equivalente da energia de ligação total 
{\displaystyle \Delta m={\frac {\Delta E_{b}}{c^{2}}}}
é o decréscimo na massa em repouso a medida que os nucleões se juntam para formar o núcleo. A grandeza {\displaystyle \scriptstyle \Delta m_{b}} é também conhecida como defeito de massa ou decremento de massa. Se um núcleo de massa M é  composto de um número Z de protões com massa 
{\displaystyle \scriptstyle m_{p}} e dum número A - Z  de neutrões com a massa {\displaystyle \scriptstyle m_{n}} , a grandeza {\displaystyle \scriptstyle \Delta m_{b}} é dada por:
{\displaystyle \Delta m_{b}=Zm_{p}+(A-Z)m_{n}-M}
A grandeza {\displaystyle \scriptstyle \Delta m_{b}} dá a medida da energia de ligação, 
{\displaystyle \Delta E_{b}=\Delta m_{b}.c^{2}=[Zm_{p}+(A-Z)m_{n}-M]c^{2}}
Na Física Nuclear, as energias são expressas em unidades de energia
atómicas (uea) correspondendo à unidades de massa atómica: 
{\displaystyle 1\;uea=c^{2}\times 1uma=(9\times 10^{16}\;m^{2}/s^{2})\times 1,660\times 10^{-27}kg}
{\displaystyle 1\;uea=1,491\times 10^{10}\;J}
{\displaystyle 1\;uea=931,1MeV}
Assim, para determinar a energia de ligação em MeV, deverá se usar a
equação: 
{\displaystyle \Delta E_{b}=[Zm_{p}+(A-Z)m_{n}-M]\times 931,1MeV}
Onde as massas dos nucleões e a massa do núcleo são expressos em unidades de massa atómica. Em média, a energia de ligação por nucleão é cerca de 8 MeV, a qual é justamente um valor grande. 

## Estabilidade Nuclear

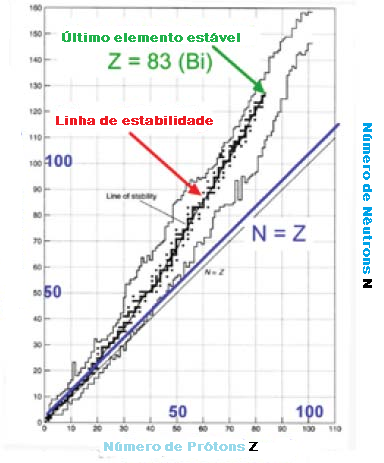

Nem todos os núcleos são estáveis. Núcleos instáveis sofrem decaimentos radioativos em transformam-se em núcleos diferentes.  Núcleos estáveis têm aproximadamente números iguais de neutrões e protões N = Z para pequenos A <20 e pequenos excessos de neutrões
para A maiores, como mostra o diagrama. 
Núcleos: Estabilidade versus razão N/Z
- 3000 núcleos conhecidos, apenas 266 são estáveis. -Z > 83 elementos não estáveis.

- Tendência para N = Z,

mas N > Z para Z de valores elevados (devido à repulsão entre protões) 
- Estabilidade não usual para

´´números mágicos´´. 
Z , N = 2, 8, 20, 28, 50, 82, 126
(análogo à capas/camadas electrónicas) 
O princípio de exclusão de Pauli ajuda a perceber o facto de que núcleos
com iguais Z e N são estáveis. Imagine preenchendo uma caixa unidimensional com protões e neutrões. 
Nós precisamos da configuração de energia mínima para um dado valor de  A, seja 5. Dado que ambos, neutrões e protões possuem spin ½, eles são fermiões (como electrões) e por consequência obedecem o princípio de exclusão de Paulí. Este princípio restringe o número de protões e neutrões à 2 para cada em cada nível energético. Recorde-se que a energia do n  (enésimo) nível de energia numa caixa unidimensional é dada por {\displaystyle \scriptstyle E_{n}=n^{2}E_{1}}, onde {\displaystyle \scriptstyle E_{1}} é a energia do nível fundamental. 
Se todos os cinco nucleões fossem electrões, a energia total do núcleo seria {\displaystyle \scriptstyle [9+(2\times 4)+(2\times 1)]E_{1}=19E_{1}} como é mostrado no diagrama A. Em contraste, se 3 fossem neutrões e 2 protões (como mostrado em B), a energia seria {\displaystyle \scriptstyle [4+(4\times 1)].E_{1}=8E_{1}} a qual é muito menor. Esta simples imagem mostra que é mais energeticamente favorável ter N ~ Z. 

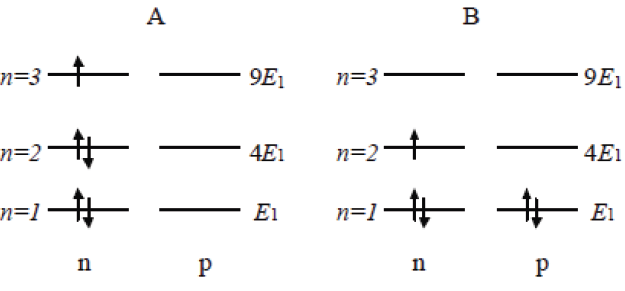

Se incluirmos a repulsão de Coulomb entre protões, os níveis de energia de protões tornam-se maiores do que os níveis de energia dos neutrões. A menina A aumenta, torna-se mais favorável ter um pequeno excesso neutrões. 
Alguns elementos possuem mais isótopos estáveis que outros. Os elementos com maior número de isótopos estáveis têm valores de Z de 2, 8, 20, 28, 50, 82 e 126. Estes são chamados números mágicos, porque a razão da estabilidade não foi compreendida na altura da sua descoberta. Por exemplo, Cálcio (Z = 20) tem 6 isótopos estáveis enquanto Potássio (Z = 19) e Escândio (Z = 21) possuem somente 2 isótopos estáveis cada. De forma semelhante, núcleos com N igual a número mágico tem um
número maior que o valor médio de isotones (isotone tem valores de N iguais e diferentes valores de Z).   
Núcleos com A ~ 60 são mais estreitamente ligados juntos e assim eles estão em níveis de energia baixos do que os demais. (Energia de ligação é análoga a energia necessária para elevar um balde de água a partir do poço. Uma energia de ligação maior significa que a água está baixa no poço, isto é, a água está num nível baixo). Se dois núcleos leves com A << 60 são postos juntos eles criam novos núcleos num estado com energia de repouso baixa (isto é chamado fusão). Além disso um núcleo pesado com A>> 60 pode-se dividir em dois núcleos de energia de repouso baixa (isto é chamado fissão).

## Abundância isotópica e de Massa
A abundância relativa de um isótopo na natureza comparado a outros isótopos do mesmo elemento é relativamente constante. O gráfico dos nuclídeos apresenta a abundância relativa de isótopos de elementos que ocorrem naturalmente em unidades de átomos porcento.   
Átomo porcento é a percentagem de átomos de um elemento que são de um isótopo particular. Átomo porá percentagem do peso do elementocento é abreviado como a/o.
Por exemplo, se um copo de água contém {\displaystyle \scriptstyle 8,23\times 10^{24}} átomos de Oxigénio, e a abundância isotópica do Oxigénio – 18 é 0,20%, então o existem {\displaystyle \scriptstyle 1,65\times 10^{22}} átomos de Oxigénio – 18 no copo.  
O peso atómico para o elemento é definido como o peso atómico
médio dos isótopos do elemento. O peso atómico para o elemento é
calculado pela soma dos produtos da abundância isotópica do isótopo
com a massa atómica do isótopo.  
Exemplo
Calcule o peso atómico para o elemento Lítio. Lítio – 6 tem 
abundância de átomo por cento de 7,5 % e uma massa atómica de
6,015122 u.m.a. Lítio – 7 tem abundância atómica de 92,5 % e uma
massa atómica de 7,016003 u.m.a 
Solução:
{\displaystyle =(0,75)\times (6,0151222)u.m.a+(0,925)\times (7,0016003)u.m.a=6,9409u.m.a}
A outra medida mais comum da abundância isotópica é o peso porcento 
(w/o). 
Peso porcento é a percentagem do peso dum elemento que é isótopo 
particular.  Por exemplo, se a amostra de um material contém 100 kg de Urânio que era 28 w/o Urânio – 235, então 28 kg de Urânio – 235 estava
presente na amostra.   